# Helmut Hauptmann (Schriftsteller)
Helmut Hauptmann (* 12. März 1928 in Berlin) ist ein deutscher Schriftsteller, der hauptsächlich in der DDR tätig war.

## Leben
Helmut Hauptmann entstammt einer Arbeiterfamilie. In der Endphase des Zweiten Weltkriegs diente er 1944/45 als Luftwaffenhelfer in Berlin und geriet in
Schleswig-Holstein in Kriegsgefangenschaft. Nach dem Abitur arbeitete er 1946 bis 1949 beim Magistrat von Groß-Berlin. Seit Beginn der Fünfzigerjahre lebt er als Lektor, Journalist und Schriftsteller in Berlin.
Helmut Hauptmann ist Verfasser von erzählerischen Werken, die den ideologischen Optimismus der frühen DDR widerspiegeln, sowie von Reportagen, welche die Reiseerfahrungen des Autors in verschiedenen Ländern des Ostblocks verarbeiten.
Helmut Hauptmann war seit 1956 Mitglied des Schriftstellerverbandes der DDR und seit 1972 des PEN-Zentrums der DDR. 
Er erhielt folgende Auszeichnungen: 
- 1958 die Erich-Weinert-Medaille
- 1960 den Heinrich-Mann-Preis
- 1964 den Kunstpreis des FDGB
- 1969 den Heinrich-Heine-Preis des Ministeriums für Kultur der DDR
- 1988 den Orden Banner der Arbeit Stufe I.[2]

## Werke
- Das Geheimnis von Sosa, Berlin 1950
- Studiert wie Angelika und Hans Joachim!, Berlin 1951
- Schwarzes Meer und weiße Rosen, Berlin 1956
- Donaufahrt zu dritt, Berlin 1957
- Die Karriere des Hans Dietrich Borssdorf alias Jakow, Berlin 1958
- Der Unsichtbare mit dem roten Hut, Berlin 1958
- Sieben stellen die Uhr, Berlin 1959
- Hanna, Berlin 1963
- Das komplexe Abenteuer Schwedt, Halle (Saale) 1964
- Der Kreis der Familie, Halle 1964
- Blauer Himmel, blaue Helme, Halle (Saale) 1965
- Ivi, Halle (Saale) 1969
- Warum ich nach Horka ging, Bautzen 1971
- Das unteilbare Leben, Halle (Saale) 1972
- Standpunkt und Spielraum, Halle (Saale) 1977

## Herausgeberschaft
- DDR-Reportagen, Leipzig 1969